# III. třída okresu Sokolov 2003/2004
V soubojích fotbalové III. třídy okresu Sokolov 2003/2004, jedné ze skupin 8. nejvyšší fotbalové soutěže, se utkalo 6 týmů čtyřkolovým systémem podzim – jaro. Tento ročník skončil v červnu 2004. Postup si zajistily první dva týmy SK Dolní Rychnov „B“ a TJ Baník Královské Poříčí „B“, nikdo nesestoupil, jedná se o nejnižší soutěž.

## Výsledná tabulka
| Poř. | Tým                           | Z  | V  | R | P  | VG | OG | B  |
| ---- | ----------------------------- | -- | -- | - | -- | -- | -- | -- |
| 1.   | SK Dolní Rychnov „B“          | 20 | 17 | 2 | 1  | 84 | 33 | 53 |
| 2.   | TJ Baník Královské Poříčí „B“ | 20 | 12 | 1 | 7  | 62 | 36 | 37 |
| 3.   | FK Jindřichovice „B“          | 20 | 9  | 2 | 9  | 40 | 50 | 29 |
| 4.   | TJ Sokol Šindelová            | 20 | 6  | 3 | 11 | 47 | 59 | 21 |
| 5.   | SK Sokol Chlum Svaté Maří     | 20 | 6  | 2 | 12 | 41 | 59 | 20 |
| 6.   | FK Loket „B“                  | 20 | 4  | 2 | 14 | 29 | 66 | 14 |

Poznámky:
- Z = Odehrané zápasy; V = Vítězství; R = Remízy; P = Prohry; VG = Vstřelené góly; OG = Obdržené góly; B = Body; (S) = Mužstvo sestoupivší z vyšší soutěže; (N) = Mužstvo postoupivší z nižší soutěže (nováček)

|  | Postup do II. třídy okresu Sokolov 2004/2005 |